# Cereopsius amabilis
Cereopsius amabilis är en skalbaggsart som beskrevs av Aurivillius 1913. Cereopsius amabilis ingår i släktet Cereopsius och familjen långhorningar. Inga underarter finns listade i Catalogue of Life.